# Isabelle Fuhrman

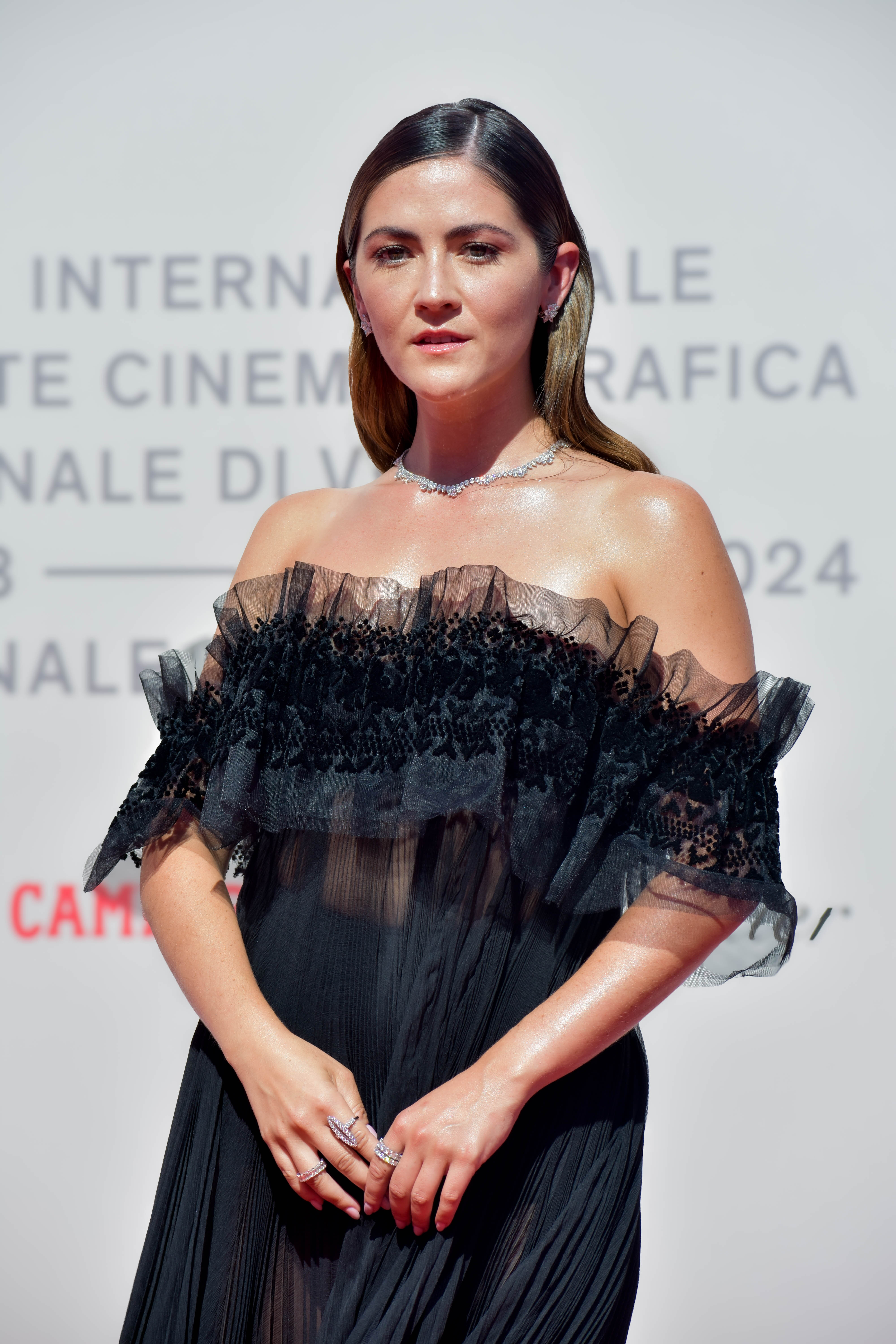
Isabelle Fuhrman, 2024

Isabelle Fuhrman (* 25. Februar 1997 in Washington D.C., Vereinigte Staaten) ist eine US-amerikanische Schauspielerin und Synchronsprecherin. Nach einigen kleineren Rollen wurde sie 2009 durch ihre Rolle als Esther im Horrorfilm Orphan – Das Waisenkind bekannt.

## Leben und Karriere

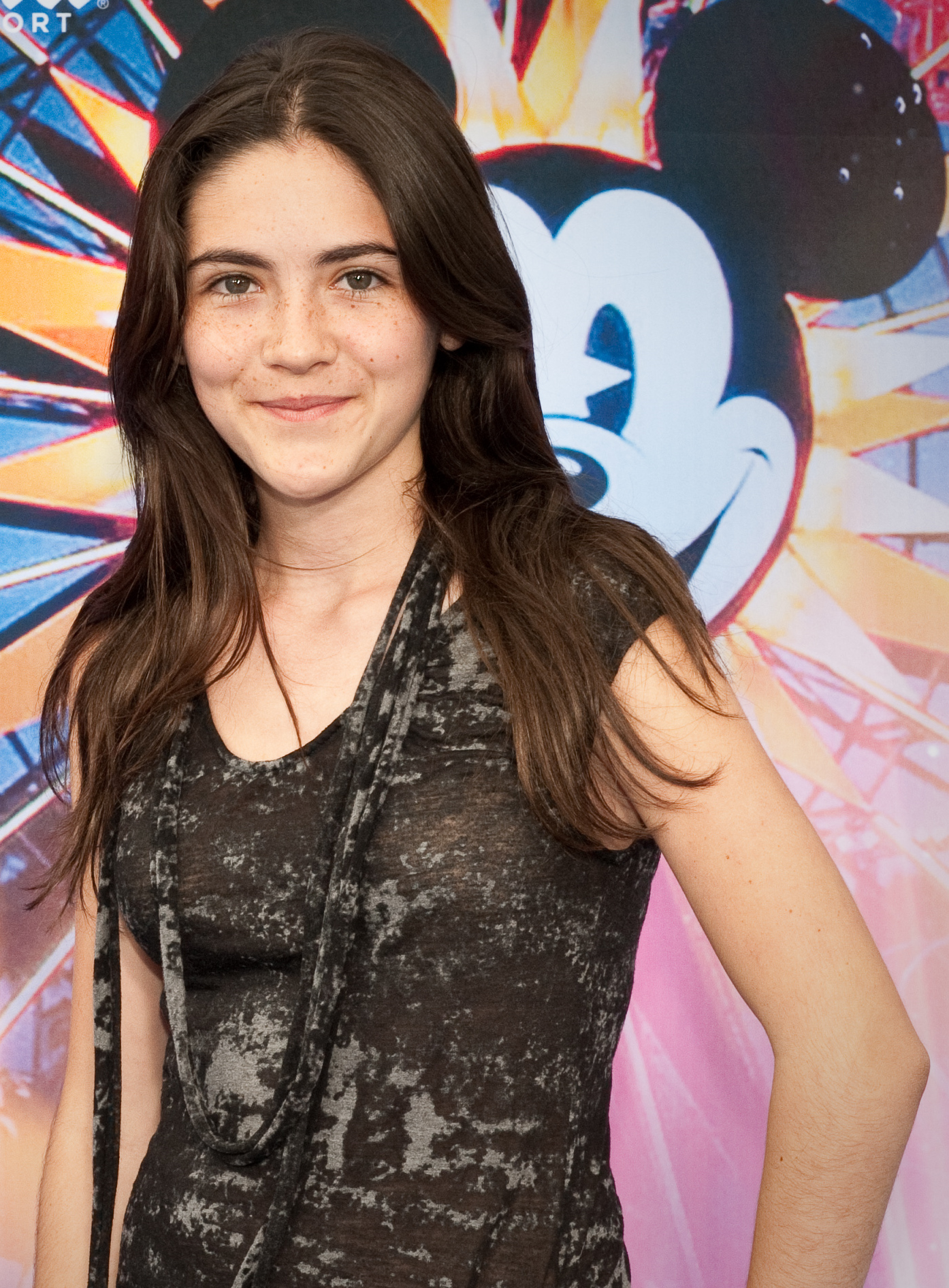
Isabelle Fuhrman bei der „World of Color“-Premiere 2010

Isabelle Fuhrman wurde in Washington, D.C. geboren und wuchs in Atlanta, Georgia auf. Ihre in der Sowjetunion geborene Mutter, Elina Fuhrman, ist eine Journalistin, und ihr Vater, Nick Fuhrman, war für einige Zeit Vorsitzender der Republikanischen Partei im Dane County, Wisconsin. Sie hat eine ältere Schwester, Madeline Fuhrman, die als Musikerin und Songwriterin aktiv ist.
Fuhrmans Karriere begann im Alter von sieben Jahren, als ein Talentscout vom Sender Cartoon Network auf ihre Schwester wartete. Er entdeckte stattdessen sie und gab ihr eine Rolle in der Serie Cartoon Fridays. Ihre erste große Rolle hatte Fuhrman 2007 im Film Hounddog. Im selben Jahr wurde Fuhrman ausgewählt, die Hauptrolle in dem Film Orphan – Das Waisenkind neben Vera Farmiga und Peter Sarsgaard mitzuspielen. Fuhrman wurde im Rahmen einer bundesweiten Suche von jungen Schauspielerinnen für die Hauptrolle in der Warner Bros.-Zusammenarbeit zwischen Leonardo DiCaprios Appian Way Productions und Joel Silvers Dark Castle Entertainment ausgewählt. Es war DiCaprio, der sie durch eine Aufnahme entdeckt hatte und beschloss, Orphan nicht ohne sie zu drehen. Ihre Darstellung als sinistre Esther brachte ihr euphorische Bewertungen von Film-Kritikern aus den USA und der ganzen Welt ein. Ihre Leistung wurde unter anderem als „auszeichnungswürdig“ und als „eins der bedeutendsten Beispiele der Darstellung einer Kinderschauspielerin in den letzten Jahren“ gefeiert.
Weitere Rollen hatte sie als Gretchen Dennis in der US-Fernsehserie Ghost Whisperer – Stimmen aus dem Jenseits mit Jennifer Love Hewitt, als Grace O' Neil in der Pilotfolge der Fernsehserie Justice – Nicht schuldig und in einer Reihe von nationalen Werbespots, unter anderem für Pizza Hut und K-Mart. Ihre Leistung als Gretchen Dennis in Ghost Whisperer brachte ihr eine Nominierung für den Young Artist Award ein.
Im Jahr 2010 sprach sie die Rolle der Shelly in der englischsprachigen Version des 3D-Animationsfilms Sammys Abenteuer – Die Suche nach der geheimen Passage, sowie zwei Jahre später in der Fortsetzung Sammys Abenteuer 2. 2011 war sie als Angie Vandermeer in Wer’ s glaubt, wird selig – Salvation Boulevard neben Pierce Brosnan zu sehen. 2012 war sie im Science-Fiction-Film Die Tribute von Panem – The Hunger Games in der Rolle der Karrieretributin Clove zu sehen. Im Mai 2012 wurde Fuhrman für David Gordon Greens Remake des Giallo-Filmes Suspiria besetzt, der aber aufgrund von rechtlichen Problemen nicht realisiert werden konnte. 2013 übernahm sie neben Joel Courtney die Rolle als Michelle Madsen in dem Film The Between, deren Dreharbeiten 2011 stattfanden, und die Rolle der Rayna im Science-Fiction-Film After Earth an der Seite von Jaden Smith. Fuhrman ersetzte noch 2012 in The Wilderness of James Chloë Grace Moretz als Val, da Moretz an den Filmaufnahmen an Kick-Ass 2 teilnahm und sich die Dreharbeiten überschnitten.
2014 wurde Fuhrman für die Verfilmung von Stephen Kings Horror-Roman Puls besetzt. In der dritten und vierten Staffel von Masters of Sex übernahm sie die Nebenrolle der Tessa Johnson.

## Filmografie
Als Schauspielerin
- 2006: Justice – Nicht schuldig (Justice, Fernsehserie, Episode 1x01)
- 2006–2009: The Tonight Show with Jay Leno (4 Folgen)
- 2007: Hounddog
- 2007: Band Rehearsal (Kurzfilm)
- 2008: Ghost Whisperer – Stimmen aus dem Jenseits (Ghost Whisperer, Fernsehserie, Episode 4x09)
- 2009: Orphan – Das Waisenkind (Orphan)
- 2009: Stephen Kings Kinder des Zorns (Children of the Corn)
- 2009: The Cleveland Show (Fernsehserie, Episode 1x03, Stimme)
- 2010: Sammys Abenteuer – Die Suche nach der geheimen Passage (Sammy’s Adventures: The Secret Passage, Stimme)
- 2010: Pleading Guilty (Fernsehfilm)
- 2011: Wer’s glaubt, wird selig – Salvation Boulevard (Salvation Boulevard)
- 2011: Der Mohnblumenberg (From Up on Poppy Hill, Stimme von Sora Matsuzaki)
- 2011: The Whole Truth (Fernsehserie, Episode 1x10)
- 2012: Die Tribute von Panem – The Hunger Games (The Hunger Games)
- 2013: Don’t Let Me Go
- 2013: After Earth
- 2013: Adventure Time – Abenteuerzeit mit Finn und Jake (Adventure Time, Fernsehserie, Episode 5x34, Stimme)
- 2014: All the Wilderness
- 2014: Die Schneekönigin 2 – Eiskalt entführt (The Snow Queen 2, Stimme von Alfida)
- 2015–2016: Masters of Sex (Fernsehserie, 9 Episoden)
- 2016: Puls (Cell)
- 2016: Dear Eleanor – Zwei Freundinnen auf der Suche nach ihrer Heldin (Dear Eleanor)
- 2016: One Night
- 2016: Ink (Kurzfilm)
- 2018: Down a Dark Hall
- 2018: The Delta Girl (Kurzfilm)
- 2018: Good Girls Get High
- 2018: Hellbent
- 2018: Otherland (Kurzfilm)
- 2019: Tracks (Kurzfilm)
- 2020: Tape
- 2021: Adventure Time: Ferne Länder (Adventure Time: Distant Lands, Miniserie, Episode 1x03, Stimme)
- 2021: Die Novizin (The Novice)
- 2021: Escape Room 2: No Way Out (Escape Room: Tournament of Champions)
- 2021: The Last Thing Mary Saw
- 2022: Orphan: First Kill
- 2023: Sheroes
- 2024: Horizon – Eine amerikanische Saga (Horizon: An American Saga)
- 2024: Unit 234
- 2025: Dieser eine Augenblick (Wish You Were Here)
- 2025: Feel

Als Produzentin
- 2022: Orphan: First Kill

Als Drehbuchautorin
- 2014: Happenstance (Kurzfilm)

## Videospiele
- 2016: Let It Die (Stimme von Mushroom Magistrate)
- 2012: Hitman: Absolution (Stimme von Victoria)
- 2007: Disney Princess: Enchanted Journey (Stimme von Princess of Gentlehaven)